# Tockus rufirostris
Tockus rufirostris е вид птица от семейство Носорогови птици (Bucerotidae).

## Разпространение
Видът е разпространен в саваните на Южна Африка. Среща се от Малави и Замбия до южна Ангола, североизточна Намибия, Ботсвана, Зимбабве, източната част на Есватини и северна Южна Африка (Трансваал и Квазулу-Натал). Среща се още в горната част на долината Замбези в Мозамбик, но отсъства в източните низини.

## Описание
Половете са подобни, но мъжките са по-големи, по-тежки и имат малко по-дълги клюнове.
Тези птици имат бяло гърло, жълт ирис, бледа орбитална кожа (розова до сивкава) и обилно черно оперение.